# Agnus Dei – Die Unschuldigen
Agnus Dei – Die Unschuldigen ist ein französisch-polnisches Filmdrama von Anne Fontaine aus dem Jahr 2016.

## Handlung
Polen, im Dezember 1945: Die angehende Ärztin Mathilde Beaulieu hat ihr Studium wegen des Krieges unterbrechen müssen und arbeitet beim Französischen Roten Kreuz als Krankenschwester. Die Aufgabe ihrer Station besteht darin, kranke oder verwundete französische Soldaten, die von der Roten Armee aus deutscher Kriegsgefangenschaft befreit wurden, zu versorgen und auf die Rückkehr in die Heimat vorzubereiten.
Eines Tages taucht bei ihr die junge Benediktinernonne Teresa auf und bittet sie um Hilfe für eine schwer erkrankte Ordensschwester. Mathilde verweist sie an ihre polnischen Kollegen, doch Maria lehnt dies ab. Das Gebet von Teresa im Schnee stimmt sie um. Schließlich fährt Mathilde mit ihr zum Konvent, wo sich herausstellt, dass die junge Ordensschwester Zofia kurz vor der Niederkunft steht. Mathilde bringt das Kind per Kaiserschnitt gesund zur Welt. Dabei assistiert die Französisch sprechende Nonne Maria. Doch Teresa wird wegen ihrer Indiskretion schwer getadelt.
Als Mathilde am folgenden Tag nach Mutter und Kind sehen will, erfährt sie nur Ablehnung; vor allem die Mutter Oberin verbittet sich jede Einmischung in den Klosteralltag. Doch schon bald erfährt Mathilde die Wahrheit: Zu Kriegsende drangen Rotarmisten in den Konvent ein und vergewaltigten zahlreiche Nonnen, mehrere von ihnen wurden schwanger, und eine ist bereits bei der geheimen Geburt verstorben. Insgesamt seien sechs Frauen schwanger, berichtet Maria, doch stellt sich heraus, dass noch weitere Frauen ihre Schwangerschaft verdrängt haben. Zu den Opfern zählt auch die Oberin, die von ihrem Vergewaltiger mit Syphilis infiziert wurde. Sie verweigert Mathilde jedoch die Behandlung der potentiell tödlich verlaufenden Geschlechtskrankheit.
Von nun an verbringt Mathilde ihre Nächte im Kloster, untersucht die Frauen und hilft bei den Geburten. Mehrmals kollidiert Mathildes medizinische Verpflichtung, Leben zu retten, mit den starren Regeln und fatalistischen Ansichten des Ordens. Unter diesen nächtlichen Einsätzen leidet ihre eigentliche Arbeit beim Roten Kreuz. Einmal wird sie auf der Heimfahrt beinahe von russischen Soldaten vergewaltigt. Im letzten Moment von einem russischen Offizier gerettet, muss sie umkehren und im Kloster übernachten. Dort erlebt sie, wie Rotarmisten abermals in das Kloster eindringen, um angeblich nach Volksfeinden zu suchen. Geistesgegenwärtig rettet Mathilde die Situation, indem sie vorgibt, im Kloster sei Typhus ausgebrochen. 
Als eines Tages zwei Frauen gleichzeitig gebären, gerät Mathilde an ihre Grenzen und weiht notgedrungen ihren Vorgesetzten Samuel ein. Der Militärarzt ist zugleich ihr Liebhaber und außerdem ein Jude, dessen gesamte Verwandtschaft von den Nazis im KZ Bergen-Belsen ermordet worden ist.
Nach dem Verbleib einiger Neugeborenen befragt, erklärt die Oberin, dass sie die Kinder bald nach deren Geburt den Angehörigen der jeweiligen Mutter bringe. So habe sie beispielsweise Zofias Baby deren Tante übergeben. Als eine Nonne ihr Neugeborenes nicht annimmt, erhält es Zofia zum Stillen. Zofia nennt das Mädchen Helena und entwickelt für es Muttergefühle. Bis die Oberin auch Helena fortnimmt, um es aus dem Kloster zu schaffen. Zofia folgt der Oberin in den Wald, verliert sie dort aber aus den Augen. Kurz darauf nimmt sich Zofia das Leben. Als Maria Zofias Verwandten die Todesnachricht überbringt, erklären diese, nichts von einem Baby auf dem Hof zu wissen. Maria stellt die Oberin zur Rede, die nun trotzig die Wahrheit offenbart: Statt die Neugeborenen wie behauptet deren Verwandten auszuhändigen, legte sie die Säuglinge unter einem einsamen Kalvarienkreuz am Waldesrand ab, spendete ihnen die Nottaufe und überließ sie dann, mitten im Winter, dem nahezu sicheren Kältetod. Die Oberin versucht das Verschwindenlassen der Kinder damit zu rechtfertigen, dass sie dem Kloster Schande ersparen wollte und darum die Vorsehung walten ließ. Von den anderen Nonnen als Mörderin geziehen, zieht sie sich die inzwischen Schwerkranke verbittert in ihre Zelle zurück.
Um die einige Zeit später zur Welt gekommenen Babys zu retten, bringen Maria und eine andere Schwester sie zum Stützpunkt des Roten Kreuzes, an dem Mathilde eingesetzt ist. Mathilde schlägt eine Lösung vor: Wenn das Kloster die vielen im Dorf lebenden Waisenkinder aufnähme, würden die leiblichen Kinder der Nonnen nicht weiter auffallen. Sechs der Babys bleiben so am Leben.
Drei Monate später dankt Maria im Namen der Nonnen Mathilde, die inzwischen wieder in Frankreich jetzt als Ärztin arbeitet, per Post für ihren Einsatz. Sie bezeichnet Mathilde, eine Atheistin aus kommunistischem Elternhaus, als ein Geschenk Gottes. Sie schickt ein Gruppenfoto aller Kinder, umsorgt von den Nonnen, anlässlich einer Profess-Feier im Kloster aufgenommen.

## Produktion und Veröffentlichung
Agnus Dei – Die Unschuldigen basiert auf der wahren Geschichte der jungen französischen Ärztin Madeleine Pauliac, die die Erlebnisse in einem Tagebuch niederschrieb. Ihren Aufzeichnungen nach wurden im Kloster 45 Nonnen überfallen und vergewaltigt; 20 starben.
Gedreht wurde in einem verlassenen Kloster in Polen, wobei ein Teil der Innenräume für die Dreharbeiten rekonstruiert wurde. Die Kostüme schuf Katarzyna Lewinska, die Filmbauten stammen von Joanna Macha.
Der Film behält die Sprachbarriere zwischen polnischen Einwohnern und französischen Helfern bewusst bei. Gespräche von Polen untereinander werden auf Polnisch geführt und sind lediglich untertitelt, nicht synchronisiert. Die meisten der Schwestern sprechen nur Polnisch, so dass Mathilde auf Marias Dolmetscherdienste angewiesen ist.
Der Film erlebte am 26. Januar 2016 auf dem Sundance Film Festival seine Premiere. Am 10. Februar 2016 lief er in den französischen Kinos an, wo er von mehr als 500.000 Zuschauern gesehen wurde. In Deutschland wurde er am 30. Juni 2016 auf dem Filmfest München gezeigt. Im deutschen Fernsehen wurde er am 13. Januar 2021 auf Arte und am 8. Februar 2023 in der ARD gezeigt.

## Auszeichnungen
Auf der Semana Internacional de Cine de Valladolid gewann Anne Fontaine für Agnus Dei – Die Unschuldigen den FIPRESCI-Preis. Zudem lief der Film im Wettbewerb um die Goldene Ähre. Auf dem Jerusalem Film Festival erhielt Anne Fontaine den In the Spirit of Freedom Award für den Besten Spielfilm und gewann bei Den norske filmfestivalen 2016 den Andreas Award.
Caroline Champetier war 2017 für einen Chlotrudis Award in der Kategorie Beste Kamera nominiert. Der Film erhielt 2017 vier César-Nominierungen in den Kategorien Bester Film, Beste Regie, Bestes Originaldrehbuch und Beste Kamera, konnte sich jedoch in keiner Kategorie durchsetzen.